# Нафтоносні піски Атабаски
Нафтоно́сні піски́ Атаба́ски — великі родовища бітумінозних і нафтоносних пісків розташовані на півночі провінції Альберта в Канаді, які містять у собі сиру нафту, кварцовий пісок, глинозем і воду. З трьох родовищ в Альберті, родовище Атабаски найбільше; є також родовища в Піс-Ривер і Колд-Лейк. Загальна площа нафтоносних пісків Альберти оцінена в 141 000 км².
Родовище нафтоносних пісків отримало назву від річки Атабаска, яка тече чи не прямо по його центру: сліди важкої нафти можна знайти просто в гирлі цієї річки. Уперше нафтоносні піски описано європейцями тут у 1788 році; їх поклади находяться на північ і на північний схід від міста Едмонтон, яке вирізняється як одним із двох найбільших центрів розселення українців у Канаді. Це також історична батьківщина індіанців племен крі і дене, які традиційно пересуваються річкою на каное.

## Історія
У XVIII ст. були відкриті великі родовища бітумінозних нафтоносних пісків на півночі провінції Альберта в Канаді. З трьох родовищ у Альберті (Атабаски, Піс-Ривер, Колд-Лейк), родовище Атабаски найбільше. Пробні розробки бітумінозних пісків тут проводились ще до 1778 року.
У 1788 році вперше нафтоносні піски Канади були описані європейцями.
У 1920-х роках хімік з Університету Альберти Карл Кларк відкрив, що за допомогою пари можна відокремити бітуми від піску. Перша корпорація, що займалася видобутком бітумів в Альберті, була заснована Робертом Фітцсіммонсом в 1927 році. Компанії вперше вдалося отримати бітуми в промислових масштабах, закачуючи в піски гарячу воду. Однак такий метод видобутку нафти виявився нерентабельним.
Плани видобутку нафти з бітумінозних пісків Альберти в значних масштабах, порівняно зі звичайними джерелами сирої нафти, почали розробляти в 1950 роки. Тоді підрахували, що такий видобуток буде економічно вигідним, якщо він перевищить 20 тис. барелів на день. Пропоновані технічні рішення були різними, наприклад, у 1958 році корпорація «Річфілд Ойл» запропонувала ідею підірвати під землею дев'ятикілотонну атомну бомбу. Згідно з ідеєю, вибух повинен був розрідити підземні поклади важких вуглеводнів, миттєво перетворивши родовище в озеро нафти. Проект був сприйнятий, і навіть провели випробувальні підземні вибухи в пустелі Невада.
Проте, жоден з цих проектів не був реалізований аж до середини семидесятих років XX ст. через політику канадського уряду допомагати видобувникам традиційної нафти. Продаж нафти в країні був обмежений внаслідок низьких цін на неї, а поява альтернативного джерела могла б похитнути і так нестійкий ринок канадської нафти. Розробку бітумінозних пісків в Канаді дозволили лише на початку семидесятих років XX ст., коли змінився уряд, а ціни на нафту підскочили до такого рівня, що почали загрожувати економічній безпеці країни. З тих пір ця галузь розвивалася зі змінним успіхом, залежно від державної політики і світових цін на нафту.
Новітня стадія розробки бітумінозних пісків почалася в 2003 році, коли після чергового падіння ціни на нафту знову почали зростати. Бітумінозні піски видобувають головним чином кар'єрним або шахтним способом.
До 2006 року видобуток нафти з бітумінозних пісків зріс до 1,13 млн барелів на день, а до 2010 року до 1,6 млн барелів на день. Масштабні розробки цих пісків в Канаді здійснює фірма Suncor Energy.
Запаси бітумінозних пісків у світі обчислюються сотнями мільярдів барелів (1 барель — 159 літрів). За даними Міжнародної ради з енергетики (WEC), в світі виявлено близько 600 родовищ бітумінозних пісків, найбільші з яких розташовуються в Канаді, Казахстані та Росії. Проте, понад 70 % цих запасів, майже 180 млрд барелів, знаходяться в трьох найбільших родовищах, розташованих на південному заході Канади в Альберті.
У 2008 році понад 40 % всієї нафти, видобутої в Канаді, становила нафта, одержана з бітумінозних родовищ в Альберті. Сьогодні це три родовища, Атабаска, Піс Ривер і Колд Лейк, — єдині бітумінозні піски в світі, які використовують для отримання нетрадиційної сирої нафти.

## Характеристика
Розташоване за 400 км від містечка Форт-МакМеррей, займає площу понад 42 тис. км². Приурочене до зони виклинювання тонкозернистих кварцових пісків ранньокрейдового віку на схилах Канадського щита. Середня потужність продуктивної товщі (світи МакМаррі і Уобіско) — 46 м, максимальна 90 м. Глибина залягання її покрівлі — від 0 до 610 м від поверхні. Колектори представлені добре відсортованими тонкозернистими пісковиками, переважно кварцовими (до 95 %) з пористістю 25-30 % і високою проникністю. Колектори гідрофільні. Середня бітумонасиченість — 7,8 мас.%. Густина бітумів — 1,02-1,03 г/см³. Геологічні запаси бітумів цього унікального родовища оцінюються в 100—138 млрд м³, з них близько 12 млрд м³ залягають на глибинах до 45 м. З бітумів Атабаски можна отримати не менше 36 млрд т нафти. Іншими словами, одне тільки це унікальне родовище порівнянне з підтвердженими нафтовими багатствами Саудівської Аравії. Материнськими породами для надважких нафт Атабаски є багаті органікою крейдові сланці, виходи яких відомі на півдні нафтогазоносного басейну. Формування цих порід проходило в умовах дельтового і прибережно-морського осадконакопичення. Родовище розробляється.